# Javonte Williams
Javonte Williams (geboren am 25. April 2000 in Wallace, North Carolina) ist ein US-amerikanischer American-Football-Spieler auf der Position des Runningbacks. Er spielte College Football für die University of North Carolina at Chapel Hill und wurde im NFL Draft 2021 in der zweiten Runde von den Denver Broncos ausgewählt. Seit 2025 spielt Williams für die Dallas Cowboys.

## College
Williams besuchte die Wallace-Rose Hill High School in Teachey, North Carolina. Dort spielte er Football als Linebacker, bis er in seinem letzten Highschooljahr auf die Position des Runningbacks wechselte. Am Ende seiner Saison als Senior erhielt er ein Stipendienangebot von der University of North Carolina at Chapel Hill, das er annahm. Daneben war er auch als Leichtathlet aktiv und gewann 2016 mit der 4-mal-100-Meter-Staffel die Staatsmeisterschaften von North Carolina.
Von 2018 bis 2020 spielte Williams College Football für die North Carolina Tar Heels. Als Freshman sah er begrenzte Einsatzzeit und wurde in den Special Teams eingesetzt. Bei 43 Läufen kam er auf 224 Yards und fünf Touchdowns. In den Spielzeiten 2019 und 2020 teilte Williams sich das Backfield der Tar Heels jeweils mit Michael Carter. In der Saison 2019 erlief er 933 Yards und fünf Touchdowns bei 166 Versuchen und fing 17 Pässe für 176 Yards und einen Touchdown. In der folgenden Saison wurde Williams als offensiver MVP von North Carolina ausgezeichnet und war Halbfinalist für den Doak Walker Award. In elf Spielen erlief er bei 157 Versuchen 1140 Yards. Mit insgesamt 22 Touchdowns in einer Saison stellte Williams einen neuen Rekord an seinem College auf. Zudem stellte er zusammen mit Carter im Spiel gegen die Miami Hurricanes einen neuen NCAA-Bestwert für die meisten Rushing-Yards von zwei Runningbacks in einer Partie auf, als sie zusammen 544 Yards erliefen. Williams verzichtete auf das letzte Spiel der Tar Heels in der Saison 2020, den Orange Bowl, und gab seine Anmeldung für den NFL Draft bekannt.

## NFL
Williams wurde im NFL Draft 2021 in der zweiten Runde an 35. Stelle von den Denver Broncos ausgewählt. Bei seinem ersten NFL-Einsatz in Woche 1 gegen die New York Giants sah er ähnlich viel Spielzeit wie Melvin Gordon und kam bei 14 Läufen auf 45 Yards Raumgewinn. Im Saisonverlauf wurde er vergleichbar oft eingesetzt wie der nominelle Starter Gordon und erlief insgesamt bei 203 Versuchen 903 Yards und vier Touchdowns, zudem fing er 43 Pässe für 316 Yards und drei Touchdowns. In seine zweite NFL-Saison ging Williams als Starter. Am vierten Spieltag verletzte er sich bei der Partie gegen die Las Vegas Raiders schwer am rechten Knie. Er erlitt einen Kreuzbandriss sowie zwei weitere Bänderrisse, womit er für den Rest der Saison ausfiel. Nach seiner Verletzung konnte Williams als Läufer nicht mehr an seine Form aus seinen ersten beiden Jahren in der NFL anschließen und erzielte lediglich 3,6 bzw. 3,7 Yards pro Lauf in den folgenden beiden Spielzeiten. Dafür wurde er zunehmend als Passempfänger eingesetzt und war 2024 mit 52 gefangenen Pässen die zweithäufigste Anspielstation von Quarterback Bo Nix.
Im März 2025 nahmen die Dallas Cowboys Williams für ein Jahr unter Vertrag.

### NFL-Statistiken
| Saison                             | Team  | Spiele | Spiele | Rushing | Rushing | Rushing | Rushing | Rushing | Receiving | Receiving | Receiving | Receiving | Receiving | Fumbles | Fumbles |
| Saison                             | Team  | GP     | GS     | Att     | Yds     | Avg     | Lng     | TD      | Rec       | Yds       | Avg       | Lng       | TD        | Fum     | Lost    |
| ---------------------------------- | ----- | ------ | ------ | ------- | ------- | ------- | ------- | ------- | --------- | --------- | --------- | --------- | --------- | ------- | ------- |
| 2021                               | DEN   | 17     | 1      | 203     | 903     | 4,4     | 49      | 4       | 43        | 316       | 7,3       | 42        | 3         | 2       | 1       |
| 2022                               | DEN   | 4      | 4      | 47      | 204     | 4,3     | 17      | 0       | 16        | 76        | 4,8       | 13        | 0         | 1       | 1       |
| 2023                               | DEN   | 16     | 13     | 217     | 774     | 3,6     | 21      | 3       | 47        | 228       | 4,9       | 18        | 2         | 1       | 1       |
| 2024                               | DEN   | 17     | 11     | 139     | 513     | 3,7     | 20      | 4       | 52        | 346       | 6,7       | 34        | 0         | 2       | 2       |
| Total                              | Total | 54     | 29     | 606     | 2394    | 4,0     | 49      | 11      | 158       | 966       | 6,1       | 42        | 5         | 6       | 5       |
| Quelle: pro-football-reference.com |       |        |        |         |         |         |         |         |           |           |           |           |           |         |         |